# Maardu Linnameeskond
Maardu Linnameeskond eller Maardu LM är en fotbollsklubb från Maardu i Estland.
Klubben deltog för första gången i högstadivisionen Meistriliiga 2019 men åkte ur direkt.
De vann 2021 andradivisionen och kvalificerade sig därmed på nytt för spel i Meistriliiga. Klubben tvingades dock överlåta sin plats på grund av svag ekonomi. Situationen var så pass illa att de lade ner elitverksamheten för att satsa allt på ungdomsfotboll. Platsen i högstaligan fick Tallinna Kalev.

## Placering tidigare säsonger
| Säsong | Nivå | Liga         | Placering | Referens | Notering                     |
| ------ | ---- | ------------ | --------- | -------- | ---------------------------- |
| 2016   | 2    | Esiliiga     | 4         | [ 2 ]    |                              |
| 2017   | 2    | Esiliiga     | 1         | [ 3 ]    |                              |
| 2018   | 2    | Esiliiga     | 1         | [ 4 ]    | Uppflyttad till Meistriliiga |
| 2019   | 1    | Meistriliiga | 10        | [ 5 ]    | Nedflyttad till Esiliiga     |
| 2020   | 2    | Esiliiga     | 2         | [ 6 ]    | Uppflyttad till Meistriliiga |
| 2021   | 2    | Esiliiga     | 1         | [ 6 ]    | Uppflyttad till Meistriliiga |